# Строков, Василий Захарович
Василий Захарович Строков (1922—1988) — капитан Советской Армии, участник Великой Отечественной войны, Герой Советского Союза (1946).

## Биография
Василий Строков родился 28 февраля 1922 года в Петрограде. Окончил среднюю школу. В 1940 году Строков был призван на службу в Рабоче-крестьянскую Красную Армию. В 1942 году он окончил Чкаловскую военную авиационную школу пилотов. С июня 1944 года — на фронтах Великой Отечественной войны.
К концу войны лейтенант Василий Строков командовал звеном 594-го штурмового авиаполка 332-й штурмовой авиадивизии 4-й воздушной армии 2-го Белорусского фронта. К тому времени он совершил 103 боевых вылета на бомбардировку и штурмовку скоплений боевой техники и живой силы противника, нанеся ему большие потери.
Указом Президиума Верховного Совета СССР от 15 мая 1946 года за «мужество и героизм, проявленные при нанесении штурмовых ударов по врагу» лейтенант Василий Строков был удостоен высокого звания Героя Советского Союза с вручением ордена Ленина и медали «Золотая Звезда» за номером 8098.
После окончания войны Строков продолжил службу в Советской Армии. В 1951 году в звании капитана он был уволен в запас. Проживал и работал сначала в Краснодаре, затем в Алуште. Умер 28 ноября 1988 года, похоронен на кладбище в городе Алушта.
Был также награждён тремя орденами Красного Знамени, двумя орденами Отечественной войны 1-й степени и рядом медалей.